# Кларктон (Північна Кароліна)
Кларктон (англ. Clarkton) — місто (англ. town) в США, в окрузі Блейден штату Північна Кароліна. Населення — 614 особи (2020).

## Географія
Кларктон розташований за координатами 34°29′19″ пн. ш. 78°39′21″ зх. д. / 34.48861° пн. ш. 78.65583° зх. д. (34.488647, -78.655849).  За даними Бюро перепису населення США в 2010 році місто мало площу 3,24 км², з яких 3,22 км² — суходіл та 0,02 км² — водойми.

## Демографія
Згідно з переписом 2010 року, у місті мешкало 837 осіб у 320 домогосподарствах у складі 210 родин. Густота населення становила 258 осіб/км².  Було 377 помешкань (116/км²).
Расовий склад населення:
| - 48,0 % — білих - 44,4 % — чорних або афроамериканців - 1,2 % — корінних американців - 0,2 % — азіатів - 0,1 % — вихідців з тихоокеанських островів - 3,6 % — осіб інших рас |

До двох чи більше рас належало 2,4 %. Частка іспаномовних становила 5,1 % від усіх жителів.
За віковим діапазоном населення розподілялося таким чином: 25,3 % — особи молодші 18 років, 61,0 % — особи у віці 18—64 років, 13,7 % — особи у віці 65 років та старші. Медіана віку мешканця становила 38,8 року. На 100 осіб жіночої статі у місті припадало 83,6 чоловіків;  на 100 жінок у віці від 18 років та старших — 81,7 чоловіків також старших 18 років.
За межею бідності перебувало 29,9 % осіб, у тому числі 44,3 % дітей у віці до 18 років та 33,9 % осіб у віці 65 років та старших.
Цивільне працевлаштоване населення становило 218 осіб. Основні галузі зайнятості: освіта, охорона здоров'я та соціальна допомога — 23,4 %, виробництво — 16,1 %, роздрібна торгівля — 14,7 %.